# Кампо (Ређо Емилија)
Кампо (итал. Campo) је насеље у Италији у округу Ређо Емилија, региону Емилија-Ромања.
Према процени из 2011. у насељу је живело 20 становника. Насеље се налази на надморској висини од 601 м.